# Зајачја тундра
Зајачја тундра (рус. Заячья Тундра) планински је плато у централном делу Мурманске области, на крајњем северозападу Русије. Налази се западно од града Мончегорска, односно западно од планине Њавка тундре од које је одвојена дубоком долином реке Њавке. Максимална надморска висина платоа је око 570 метара. Планина се налази на територији Лапландског резервата биосфере, а административно припада Мончегорском округу.
Њени обронци су углавном прекривени северном тајгом, док су једино највише тачке у зони алпијске тундре. У северном делу платоа налази се мање ледничко језеро Њавкозеро у ком свој ток започиње река Њавка.